# Saissac
Saissac (okzitanisch Saissac) ist eine französische Gemeinde mit 909 Einwohnern (Stand 1. Januar 2022) im Département Aude in der Region Okzitanien; sie gehört zum Arrondissement Carcassonne und zum Kanton La Malepère à la Montagne Noire.

## Lage
Saissac liegt in einer Höhe von 467 Metern auf einem Felsrücken des Cabardès, den der Fluss Vernassonne und ein rechter Zufluss durch eine Schlucht gebildet haben. Der Ort liegt etwa 85 Kilometer (Fahrtstrecke) südöstlich von Toulouse; die nächstgrößeren Städte sind Carcassonne und Castelnaudary (jeweils etwa 25 Kilometer in südöstlicher bzw. westlicher Richtung).

## Bevölkerungsentwicklung
| Jahr      | 1962 | 1968 | 1975 | 1982 | 1990 | 1999 | 2008 | 2016 |
| Einwohner | 587  | 705  | 652  | 709  | 867  | 923  | 981  | 930  |

## Wirtschaft
In Saissac und seiner von Wald und garrigueartigem Buschwerk bestandenen Umgebung konnte nur in geringem Maße Feldbau betrieben werden; im Mittelpunkt der landwirtschaftlichen Produktion standen deshalb Obstbau und Viehzucht (Schafe, Ziegen). Die Schafwolle wurde – meist im Winter – gekämmt, versponnen und gewebt; die über Jahrhunderte erworbenen und weiterentwickelten Fertigkeiten – verbunden mit in ausreichendem Maße vorhandener Wasserkraft – führten im 17., 18. und 19. Jahrhundert zur Entstehung mehrerer kleinerer Textilbetriebe, in denen Stoffe gewalkt, gewebt und gefärbt wurden.

## Geschichte
Die Geschichte des ehemaligen castrum ist eng verbunden mit einer Burg, die hier bereits im Jahre 960 erwähnt wird und danach immer wieder um- oder neugebaut wurde. Gleich zu Beginn des Albigenserkreuzzugs (1209–1229) bemächtigte sich Bouchard I. de Marly des Ortes und seiner Burg, obwohl bis heute nicht eindeutig geklärt ist, ob die Herren von Saissac mit den Katharern sympathisierten; wenige Jahre nach seinem Tod (1226) fiel sie an Lambert de Thurey, einen seiner ehemaligen Kampfgefährten. Im frühen 16. Jahrhundert gehörte die Burg zeitweise einer durch den Handel mit Färberwaid (pastel) reich gewordenen Familie. In den Jahren 1568 und 1580, während der Hugenottenkriege (1562–1598), wurde der Ort zweimal von protestantischen Soldaten bzw. Freischärlern angegriffen und teilweise zerstört; die Burg erwies sich jedoch als nicht angreifbar.

## Sehenswürdigkeiten

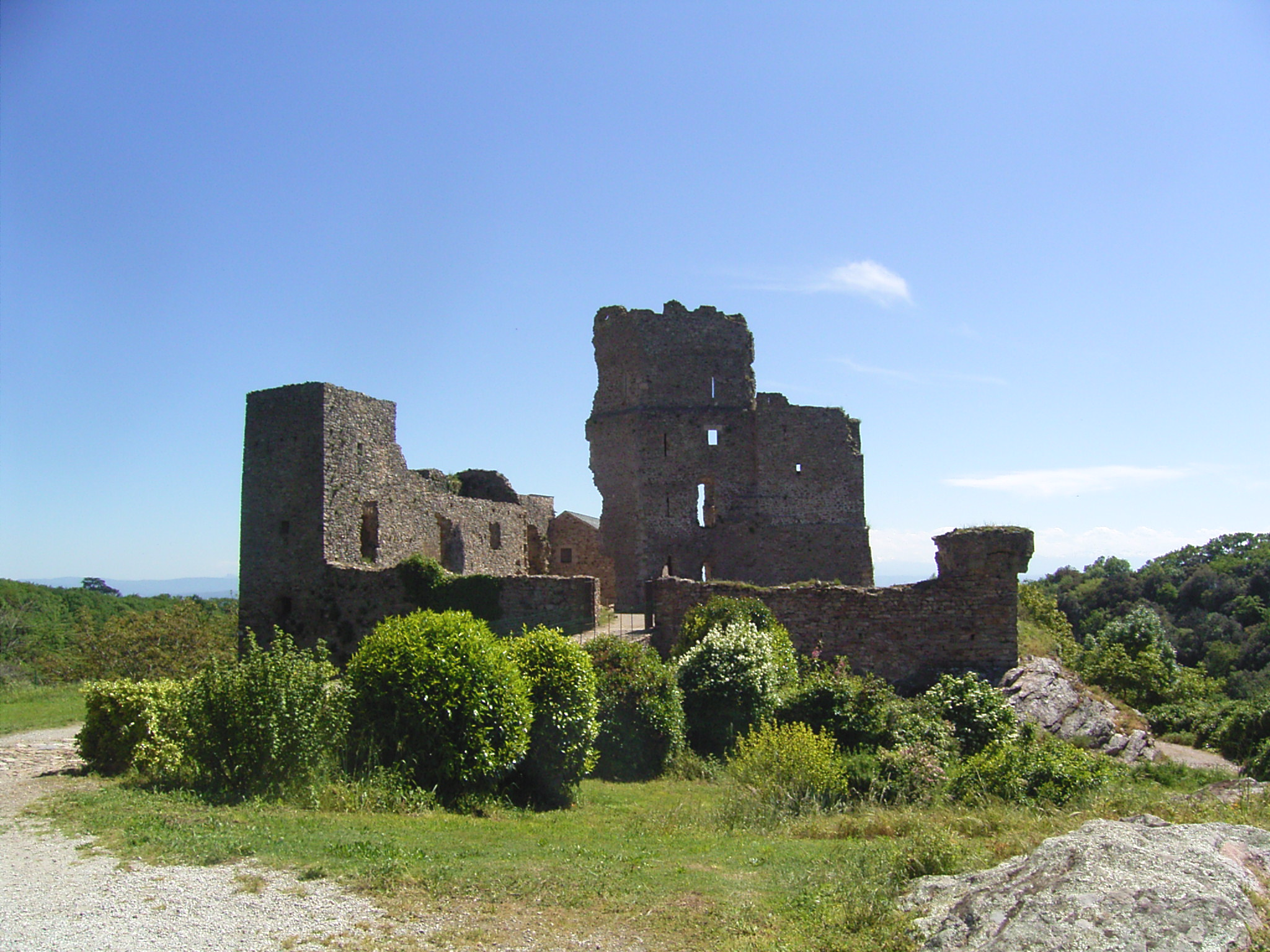
Château de Saissac

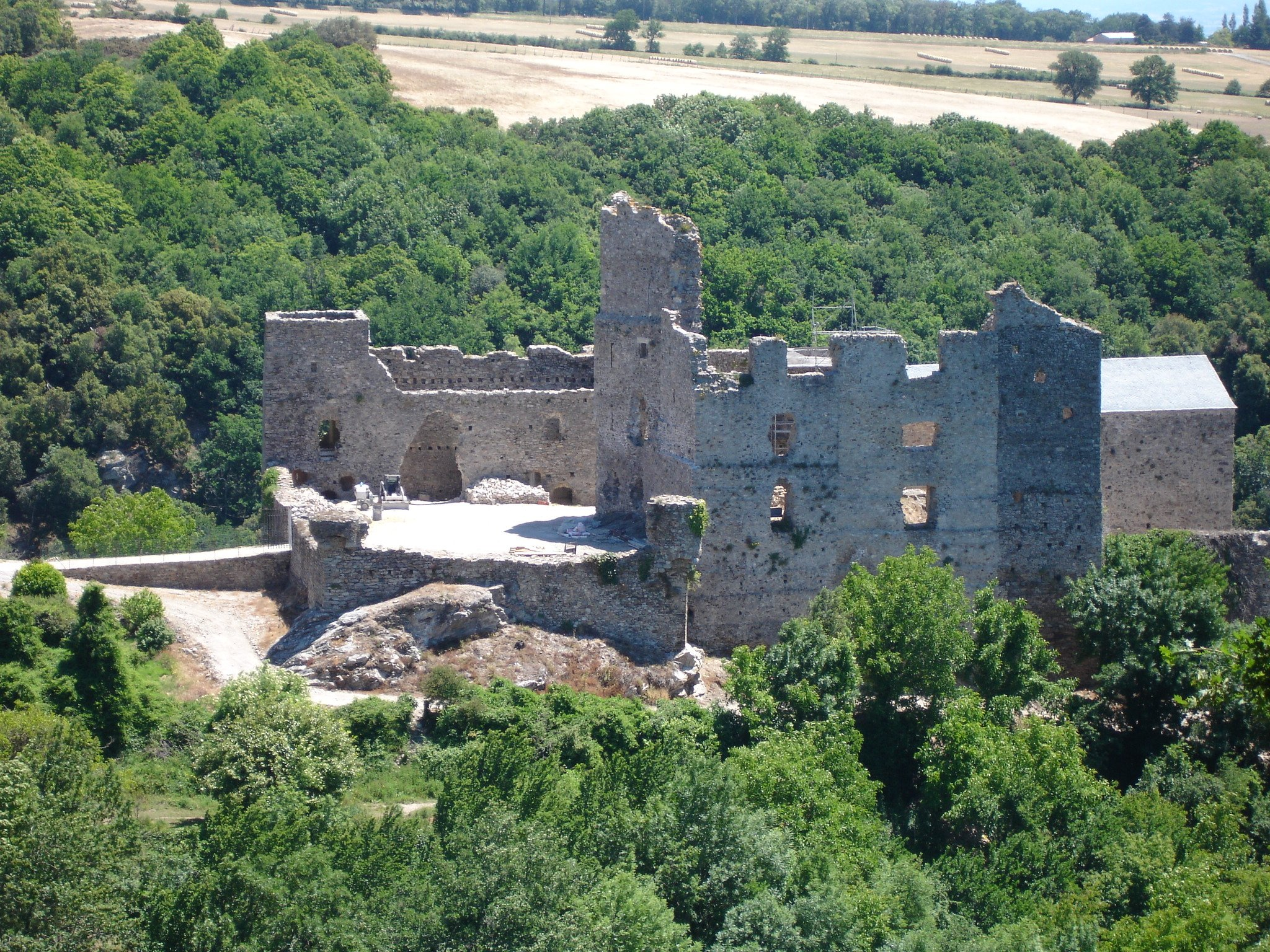
Château de Saissac

- Das riesige Gelände (ca. 40 × 120 Meter) der Burgruine Château de Saissac liegt auf einem Felsvorsprung am südlichen Ende des Ortes. Die heute sichtbaren Überreste stammen im Wesentlichen aus dem 13. bis 16. Jahrhundert. Bertrand de Saissac, Vasall der Grafen von Carcassonne, unterstützte die Katharer; 1209 wurde daher die Burg erobert (siehe auch: Katharerburgen). Obwohl der Bau bereits im 18. Jahrhundert arg verfallen war und in der Französischen Revolution als Steinbruch genutzt wurde, erwarb im Jahr 1920 Henri Dupuy Mazel, ein Cinéast und Schriftsteller, das Gemäuer und richtete einen Gebäudeteil wieder zu Wohnzwecken her. Nach seinem Tod (1994) vermachten seine Erben die Burg der Gemeinde Saissac. Während der Umbauarbeiten wurde im Jahr 1997 in den alten Mauern ein mittelalterlicher Münzschatz (2000 Denare) entdeckt, nach dem schon Mitte des 19. Jahrhunderts gesucht worden war. Die Burg von Saissac ist seit 1926 als Monument historique[1] anerkannt.
- Inmitten des heutigen Ortes stehen noch mehrere mittelalterliche Wehrtürme, die Teil der Stadtbefestigung (remparts) waren; die Tour Lamoyne diente wahrscheinlich immer schon als Wach- und Kirchturm.
- An der Porte d’Autan haben sich mehrere Wappen erhalten.
- Das Maison Soldano genannte Gebäude stammt ursprünglich aus dem 13. Jahrhundert, wurde jedoch mehrfach umgebaut.
- Das Hôtel de Saptes gehörte im 16. Jahrhundert einer reichen Tuchhändlerfamilie.
- Das Musée des Vieux Métiers widmet sich alten Handwerksberufen und zeigt die dazugehörigen Gerätschaften.

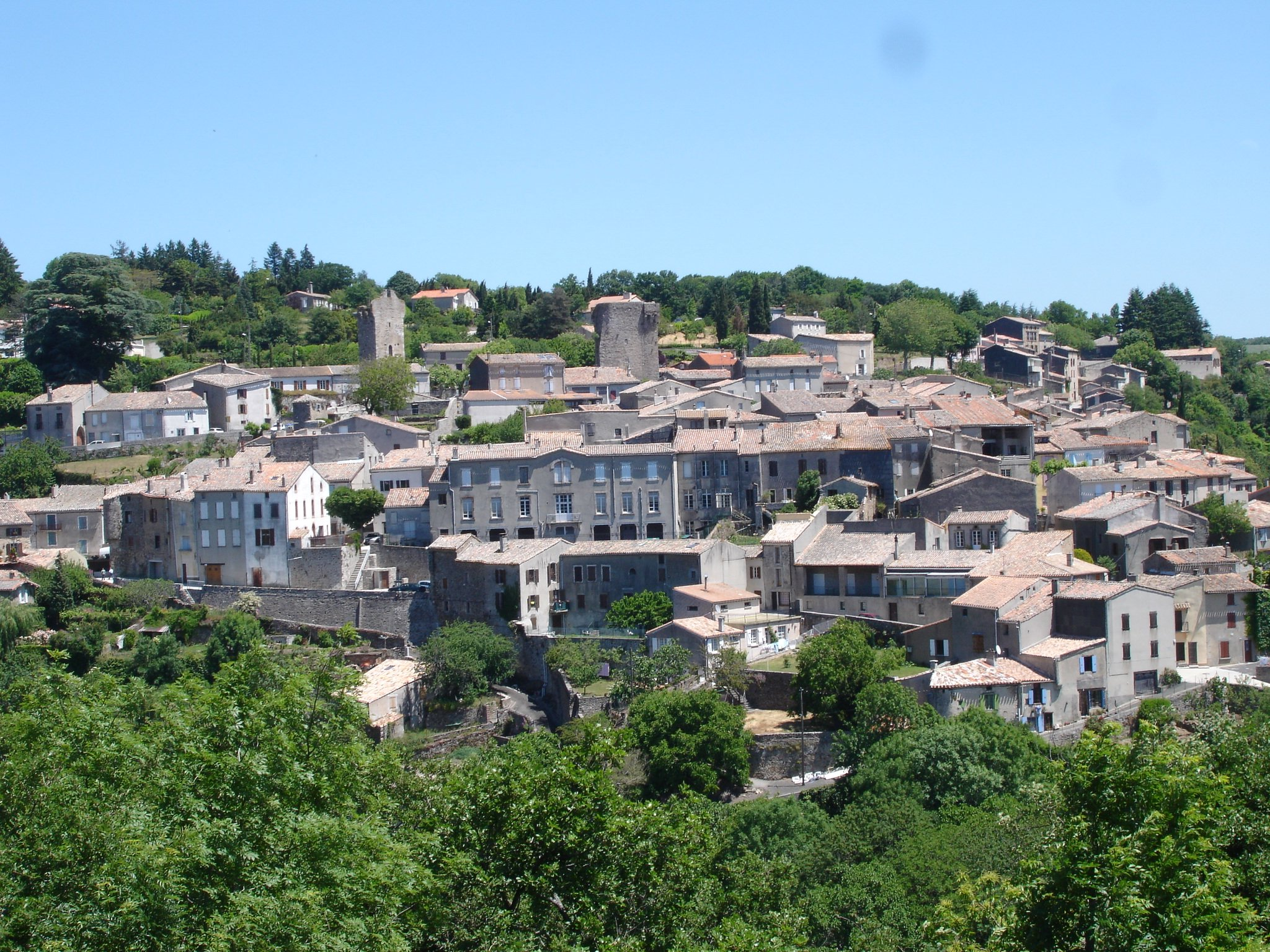
Saissac
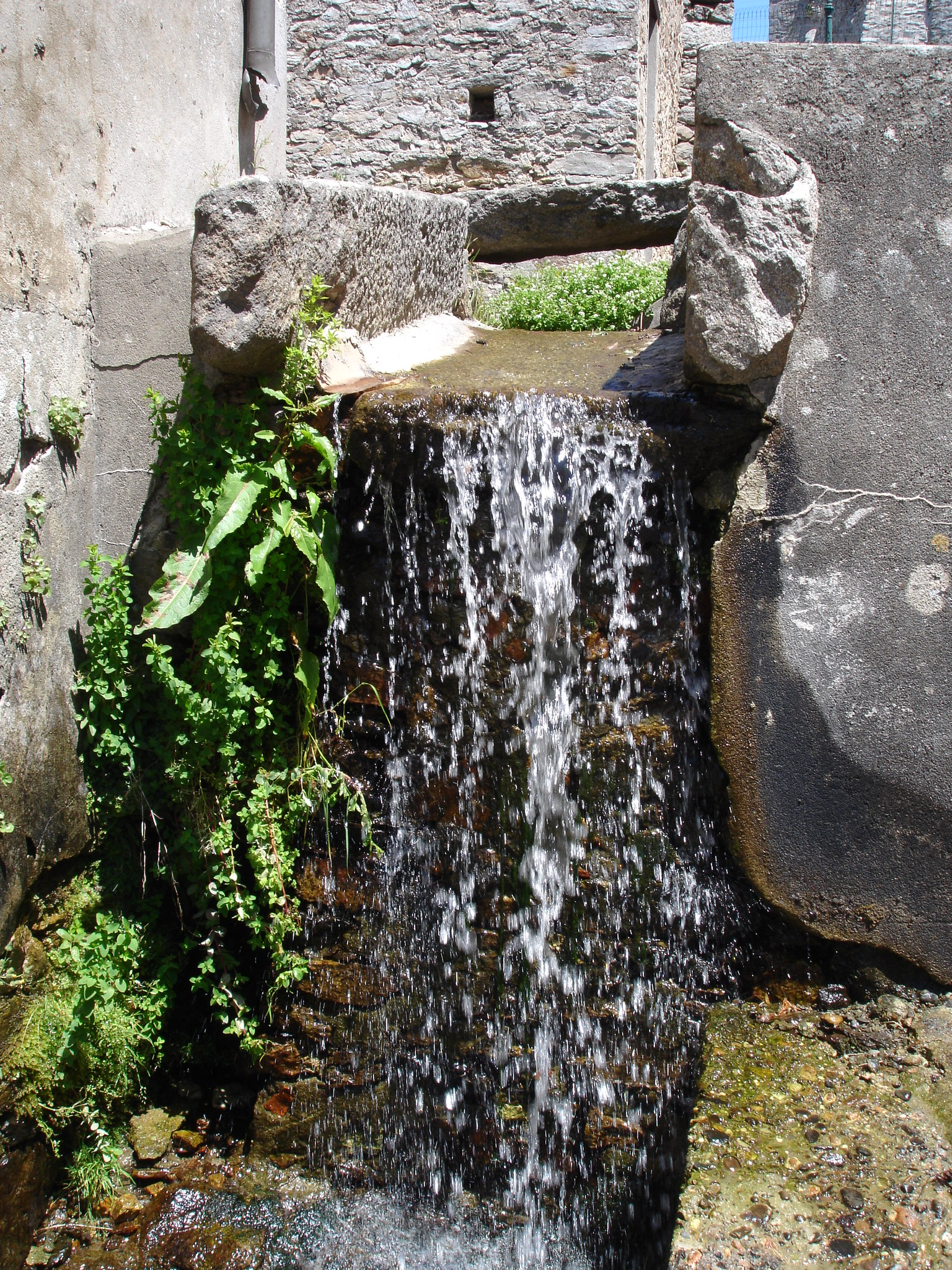
Wasserkanal (béal)
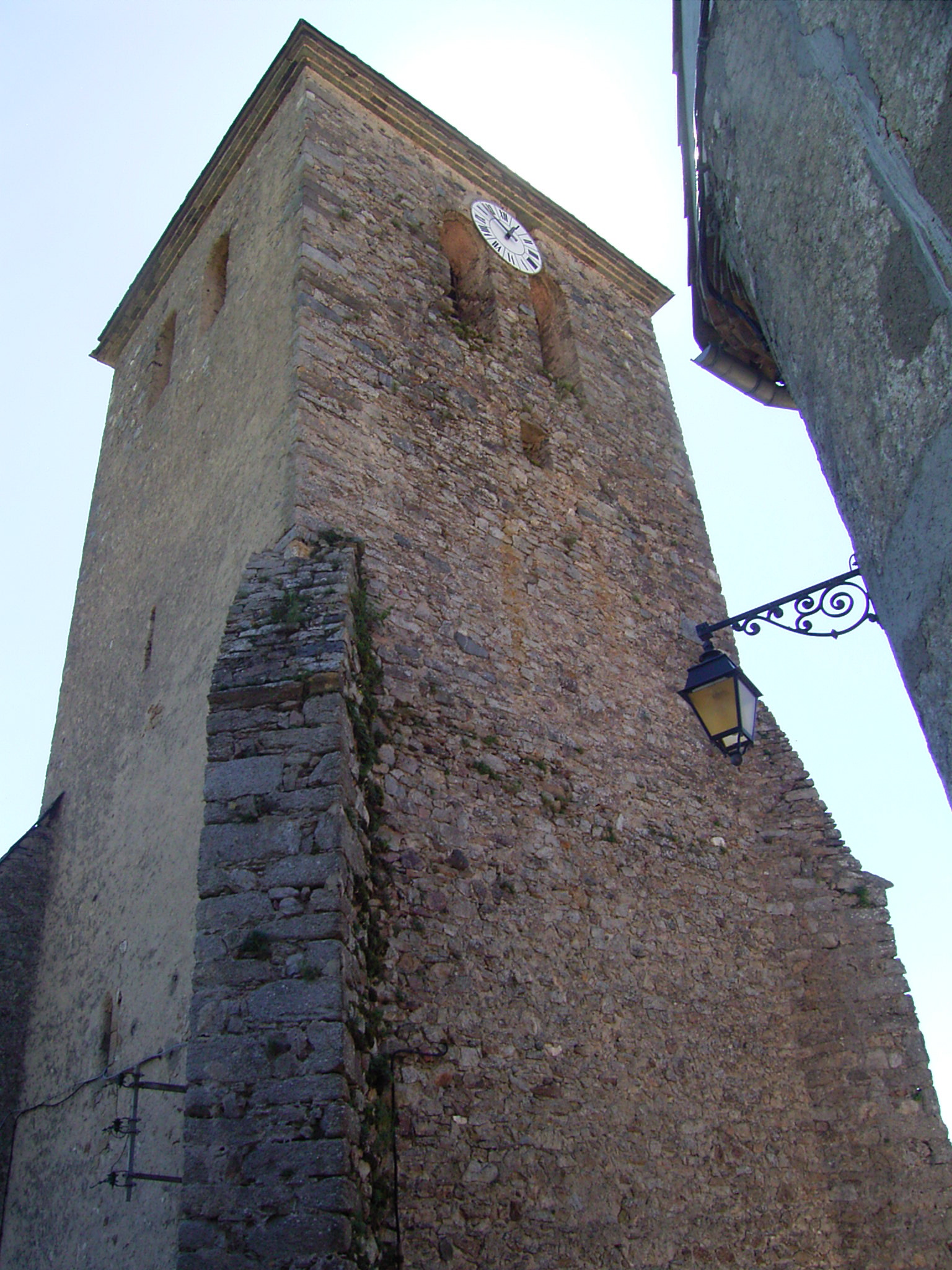
Tour Lamoyne
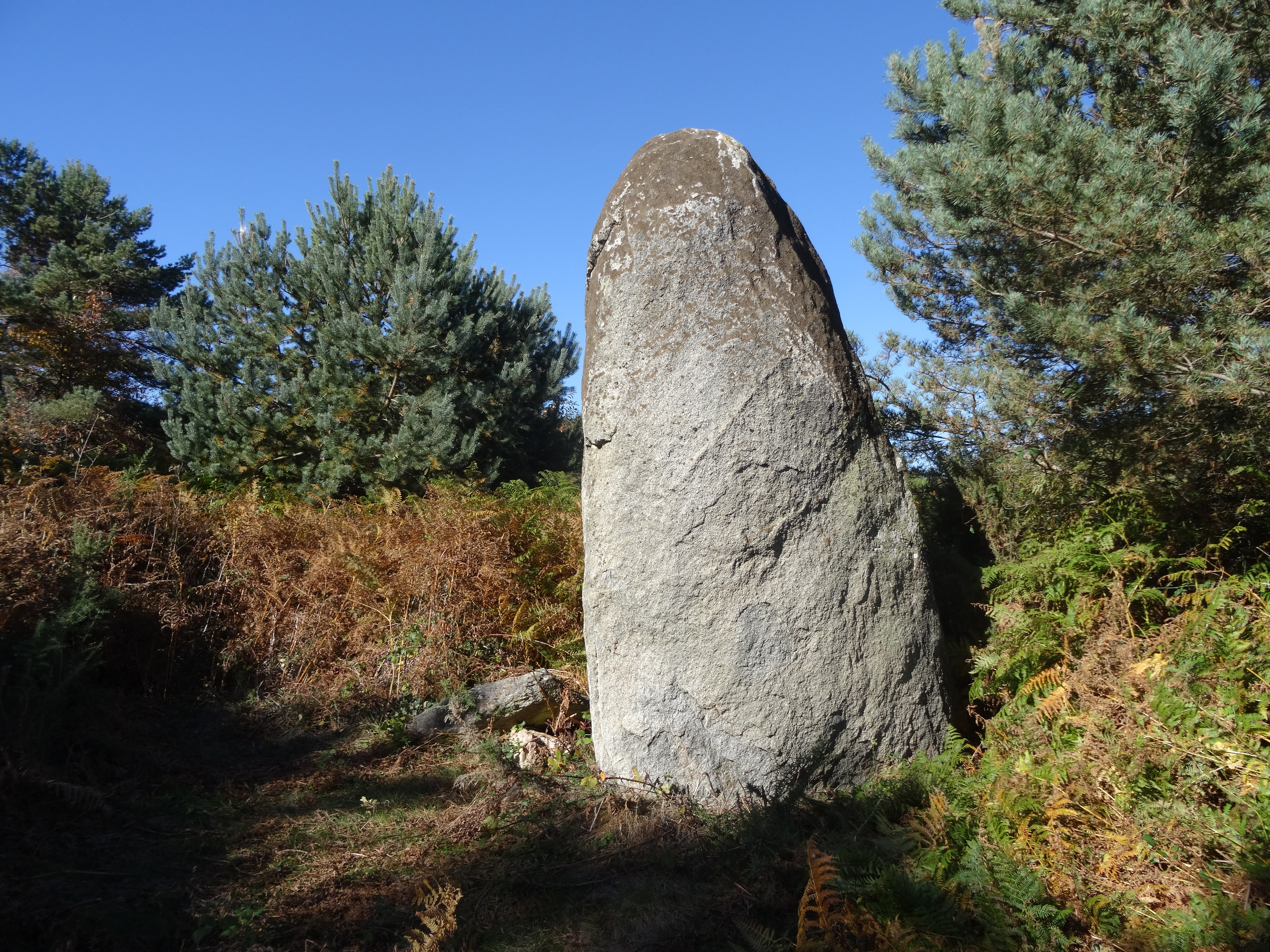
Pierre levée von Picarel